# Baixada Cuiabana
A  Baixada Cuiabana é uma região geográfica do Estado do Mato Grosso, englobando os municípios da Região Metropolitana do Vale do Rio Cuiabá e os municípios do seu entorno metropolitano, com a exceção dos municípios de Nobres e Rosário Oeste, abrangendo assim os municípios de Acorizal, Barão de Melgaço, Chapada dos Guimarães, Cuiabá, Jangada, Nossa Senhora do Livramento, Nova Brasilândia, Planalto da Serra, Poconé, Santo Antônio de Leverger e Várzea Grande.